# Liste der Monuments historiques in Saint-Germain-sous-Doue
Die Liste der Monuments historiques in Saint-Germain-sous-Doue führt die Monuments historiques in der französischen Gemeinde Saint-Germain-sous-Doue auf.
Bauwerke sind nicht gelistet.
Die Objekte sind sämtlich der Kirche Saint-Germain-de-Paris, 16 Rue de l’Église, in Saint-Germain-sous-Doue zuzuordnen.

## Liste der Objekte
| Bezeichnung                                           | Beschreibung                                                                       | Standort                  | Kennzeichnung | Schutzstatus | Datum | Bild |
| ----------------------------------------------------- | ---------------------------------------------------------------------------------- | ------------------------- | ------------- | ------------ | ----- | ---- |
| Kirchenbänke und Kanzel                               | geschnitztes Holz, 18. Jahrhundert                                                 | 16 Rue de l’Église (Lage) | PM77002958    | Inscrit      | 1978  |      |
| Litre funéraire                                       | Wandmalerei, 17. Jahrhundert; vermutlich das Wappen der Familie Juvénal de Oursins | 16 Rue de l’Église (Lage) | PM77002959    | Inscrit      | 1978  |      |
| Statue der Maria Immaculata sowie drei Kerzenleuchter | Keramik (Porzellan) und drei kupferne bzw. Messingkerzenhalter, 19. Jahrhundert    | 16 Rue de l’Église (Lage) | PM77002961    | Inscrit      | 1978  |      |
| Taufbecken                                            | Steinmetzarbeit, 17. Jahrhundert                                                   | 16 Rue de l’Église (Lage) | PM77002960    | Inscrit      | 1978  |      |

Zum Verständnis siehe: Kirchenausstattung